# Thất Phúc Thần
Thất Phúc Thần (七福神 Shichi Fukujin) là bảy vị thần mang lại may mắn trong thần thoại và văn hóa dân gian Nhật Bản. Các vị thần này thường là đề tài sáng tác của nghệ thuật điêu khắc tượng gỗ kích cỡ nhỏ netsuke và các loại hình nghệ thuật khác.

## Tên gọi và sự bảo hộ
Mỗi vị thần có một đặc điểm riêng:

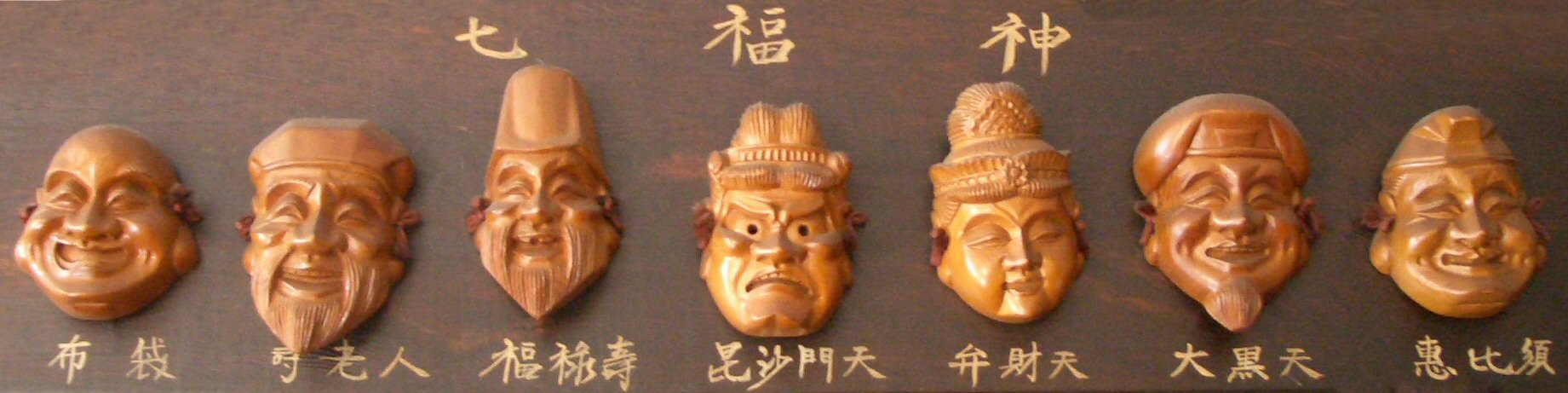
Từ trái sang phải: Hotei, Jurōjin, Fukurokuju, Bishamonten, Benzaiten, Daikokuten, Ebisu.

1. Hotei (布袋 Bố Đại?), hiện thân của Phật Di Lắc, ông luôn mang bên mình cái túi to,nên được gọi là Bố Đại. Ông là hiện thân của tài sản, vận mệnh gia đình,hoà bình và yên ổn,bất lão và trường thọ… đôi khi còn là hiện thân của điềm xấu
2. Jurōjin (寿老人 Thọ Lão nhân?), thần mang lại sự trường thọ.
3. Fukurokuju (福禄寿 Phúc Lộc Thọ?), vị thần của hạnh phúc, phú quý và trường thọ.
4. Bishamonten (毘沙門天 Tỳ Sa Môn Thiên?), thần chiến tranh, nguyên gốc là thần Ấn Độ Tỳ Sa Môn Thiên vương.
5. Benzaiten (弁才天, 弁財天 Biện Tài Thiên?), nguyên gốc là thần Ấn Độ Saraswati, nữ thần tri thức, nghệ thuật và vẻ đẹp, đặc biệt là âm nhạc.
6. Daikokuten (大黒天 Đại Hắc Thiên?), là thần Ấn Độ Mahākāla, vị thần của giàu có,vụ mùa bội thu. Daikokuten và Ebisu thường được thờ cùng nhau và được khắc lên các đồ điêu khắc hay làm thành các mặt nạ treo trên tường các cửa hàng buôn bán nhỏ.
7. Ebisu (恵比須, 恵比寿 Huệ Bì Tu, Huệ Bì Thọ?), thần của dân chài và nhà buôn, thường được vẽ với tay phải cầm cần câu, tay trái cầm cá tráp (cá hồng)

## Lịch sử

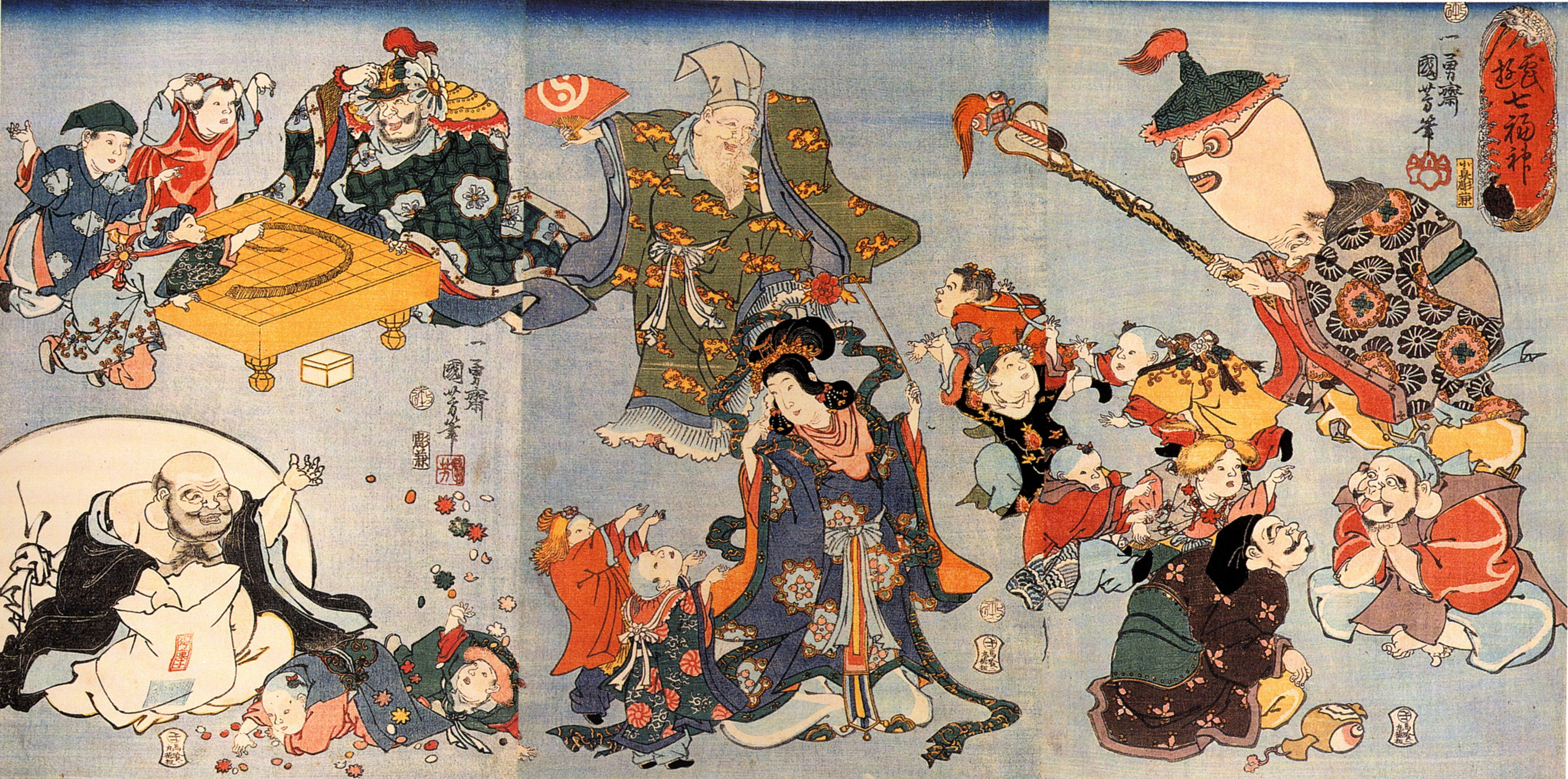
Thất Phúc Thần, vẽ bởi Utagawa Kuniyoshi

Hầu hết các hình tượng trong truyền thuyết Nhật Bản đều đến từ Trung Quốc hoặc Ấn Độ (qua ngõ Trung Quốc), bao gồm Thất Phúc Thần (trừ thần Ebisu). Daikoku-ten, thần có nguồn gốc từ thần trong đạo Hindu Shiva, có những nét tương đồng với vị thần bản địa trong Shinto là Ōkuninushi. Một vị thần khác, Kichijōten (吉祥天 Cát Tường Thiên), nữ thần của hạnh phúc (hiện thân của thần Lakshmi), thường được trang trí thay thế thần Thọ Lão nhân, vì Jurōjin (Thọ Lão nhân) và Fukurokuju (Phúc Lộc Thọ) ban đầu trong đạo Lão thường đại diện cho cùng một biểu tượng là Ngôi sao phương Nam. Tuy nhiên, cũng giống như nhiều nơi khác, các vị thần Nhật Bản thường biểu tượng cho những thứ khác nhau tùy vào địa phương.
Người ta thường mô tả Thất Phúc Thần đang đi trên một "bảo thuyền" (Takarabune, 宝船). Theo niềm tin truyền thống, Thất Phúc Thần sẽ đến các làng vào dịp Tết và phát quà cho những ai xứng đáng. Trẻ con thì được nhận lì xì có trang trí các chiếc thuyền Takarabune. Thuyền Takarabune và sứ giả của nó thường được trang trí ở nhiều nơi, từ các bức tường trong viện bảo tàng đến các tranh cuộn biếm họa.

## Trong nền văn hóa đại chúng

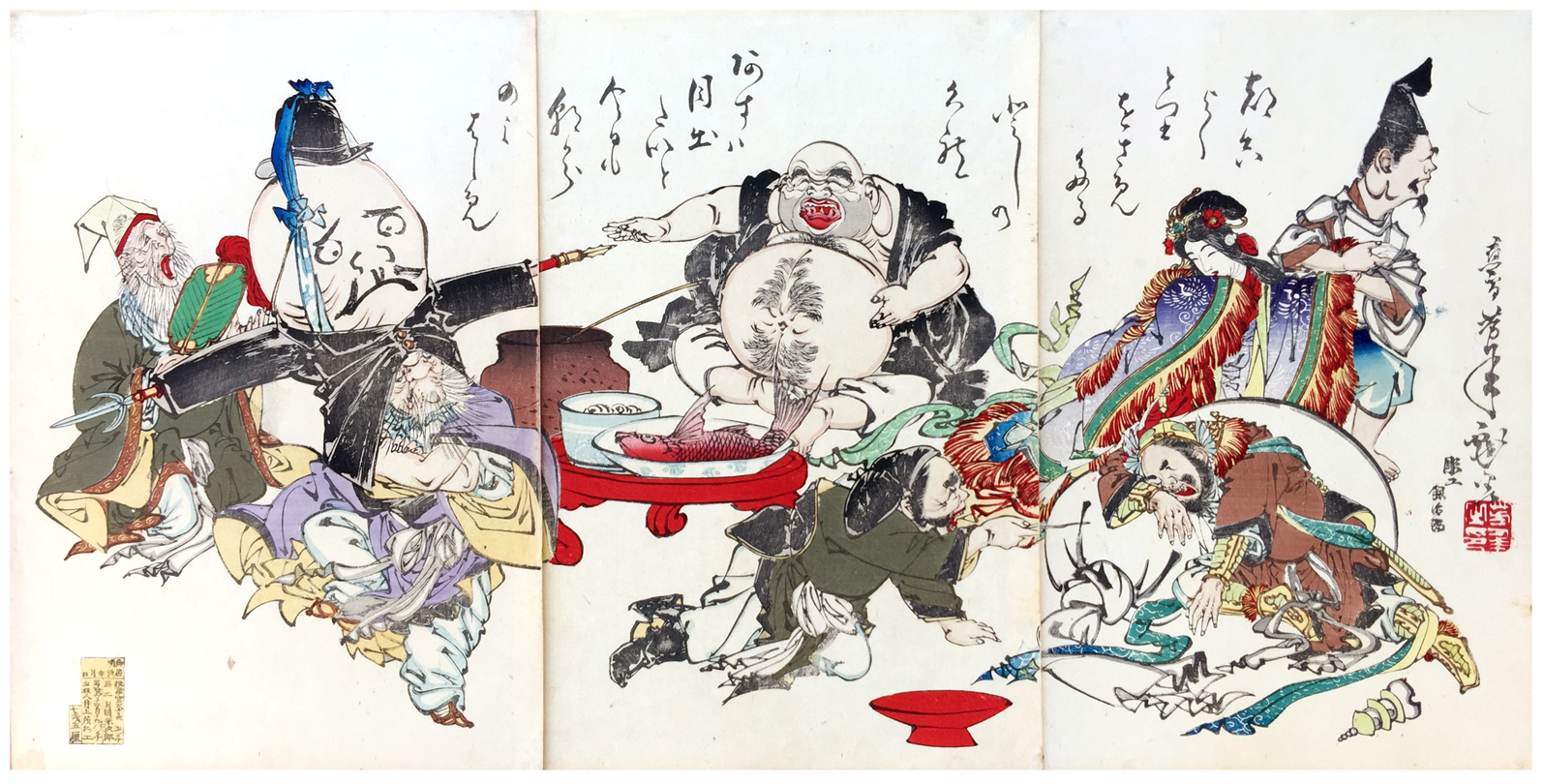
Thất Phúc Thần, hình in năm 1882 thực hiện bởi Yoshitoshi.

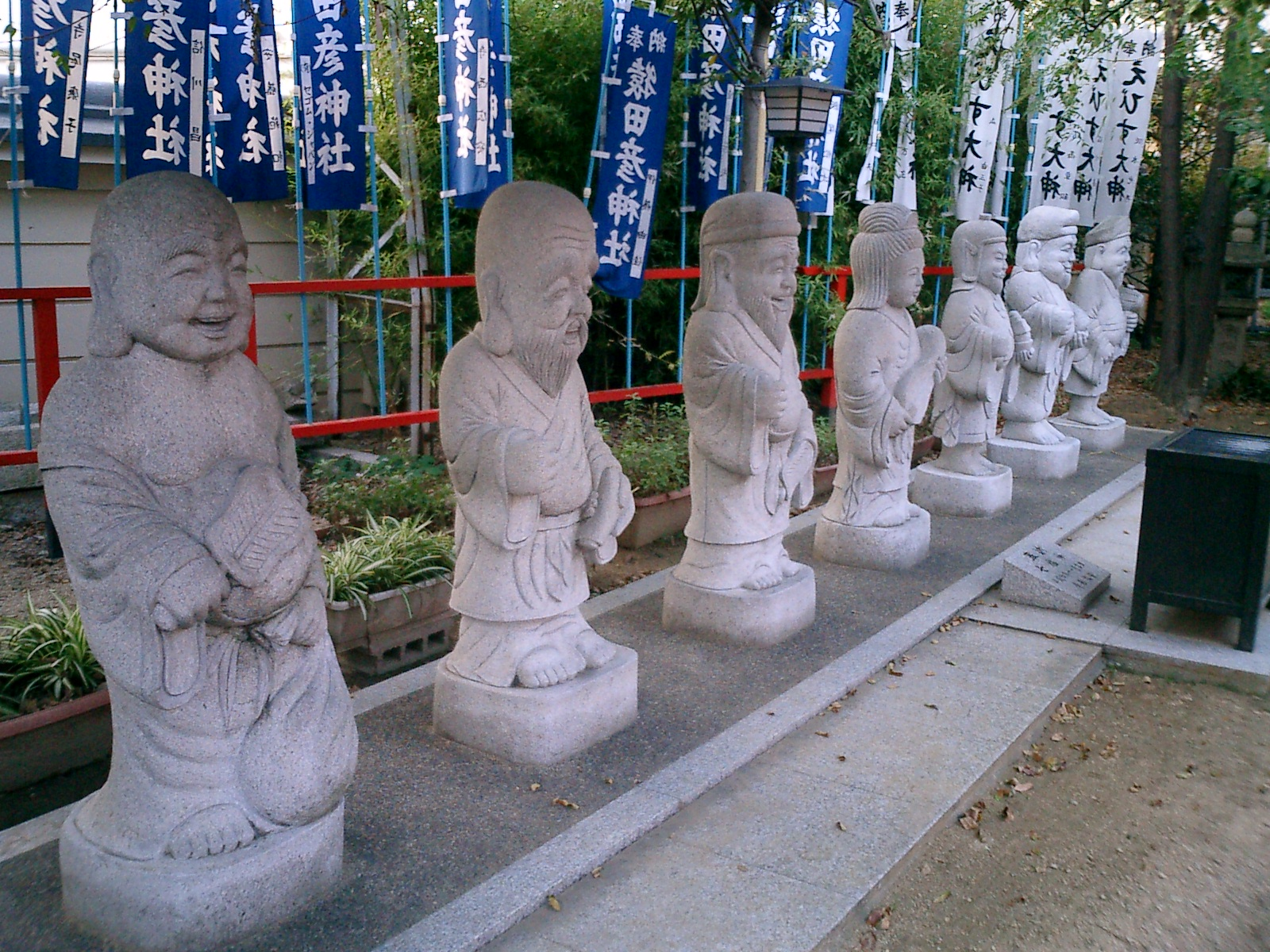
Thất Phúc Thần tại đền Watatsumi ở Tarumi-ku, Kobe

- Số 7 vui vẻ là một truyện tranh kể về một câu lạc bộ của một trường học có 7 cô gái, mỗi cô có được khả năng đặc biệt của một vị Phúc Thần.
- Một nhân vật trong truyện "Pháo đài số" của Dan Brown cầu nguyện "Thất Phúc Thần" nhưng lại được đề cập đến như là một phần của lễ Shichigosan (nghĩa là 7-5-3) cho trẻ em.
- Các đạo diễn pink film Toshiya Ueno, Shinji Imaoka, Yoshitaka Kamata, Toshiro Enomoto, Yūji Tajiri, Mitsuru Meike and Rei Sakamoto được gọi là Thất Phúc Thần màu hồng (ピンク七福神- pinku shichifukujin).[2]
- Truyện tranh Noragami của Adachi Toka có các nhân vật phụ là Phúc Đại Thần.